# Серафим Филипов
Серафим Филипов е български опълченец (1877 – 1878) от Македония.

## Биография
Роден е на 15 април 1858 година в село Белица, Разложко, тогава в Османската империя. Около 1875 година отива в Румъния, където работи като чирак.
Постъпва в Българското опълчение на 11 май 1877 година, зачислен е в IV дружина, II рота, преномерирана по-късно в I рота. През август е ранен в боевете за защита на прохода Шипка. След лечение във военна болница е изпратен в X дружина в село Стара река, Сливенско, на продоволствие, а през февруари 1878 година е изпратен обратно в своята сружина. Уволнен е на 14 юни 1878 година.
След Освобождението се заселва в село Лесичово, Пазарджишко. Служи като полицейски стражар в източнорумелийската милиция известно време, занимава се и със земеделство и кръчмарство. От 1927 година живее в София.
Умира на 12 януари 1939 година в София.